# 印度河流域文明

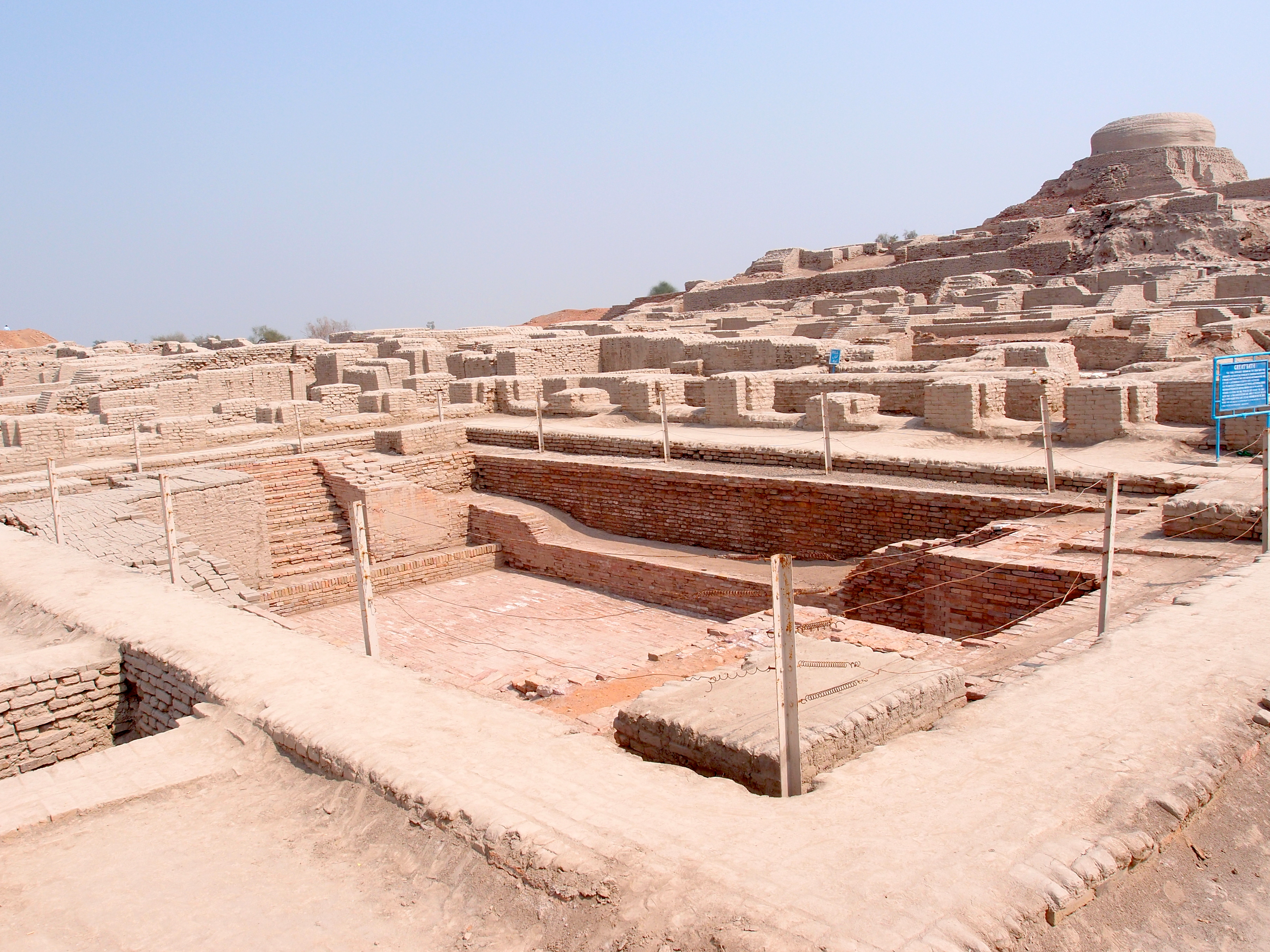
位于巴基斯坦信德省出土的摩亨佐-达罗废墟。位于印度河右岸的摩亨佐-达罗是南亚第一个被选为世界遗产的遗址。

印度河流域文明（IVC） ，也称哈拉帕文明（harappa）、印度河谷文明（英語：Indus Valley Civilization），是一个南亚青铜时代约公元前3300年至前1300年之时期的古代文明，鼎盛于公元前2600到公元前1900间。因起源於印度河和薩拉斯瓦蒂河流域，有时也称之为文明摇篮之一的古印度印薩兩河文明。
因印度河古文明兴盛于印度河沿岸盆地，故雖名古印度文明，但地理上大致主要是包括在今天的巴基斯坦的整个纵深长度；不過，印度西北和巴基斯坦东部的一部分季风性季节性河流沿岸也包含在内。印度河谷文明最著名的特点是其独特的城市规划、烧制砖建房屋、供水系统、成群的大型非住宅建筑、进步的手工艺制造和冶金（铜、青铜、铅、锡）工艺。摩亨佐-达罗和哈拉帕非常有可能一度发展到独自容纳30000至60000名居民的规模，而在其鼎盛时期整个文明可能包含了1至5百万人口。
公元前3世纪逐渐严重的全新世干旱化导致了印度河谷的土壤退化；这首先加快了该文明人口的城镇化，但最终减少的季风性降水使得印度河流域文明陷入困境，其人口不得不向东、南方向的地区遷徙。

## 印度河流域文明
印度河流域文明发源晚于两河流域文明、尼罗河流域文明，但早于商朝。 考古专家在印度河、萨拉斯瓦蒂河流域发现摩亨佐-达罗和哈拉帕两个古代城市遗址，发现了大量石器、青铜器、印章和农作物遗迹，估计城市人口都在4万以上。
两个城市的中心都有一个人工堆成的土墩，作用未知，考古学家猜测这可能是城市的中心。城市建筑以卫城为中心呈网格状分布，有市政建筑、市场、作坊、储存区、民居和神庙。每座民居都围着一个院子建成，有几个房间、一间厕所和一口水井。建筑用基本材料是从烧木头的窑里制出的土砖。在摩亨佐-达罗的卫城上建造了一个浴池，有私人浴池、会所等。
印度河流域的农民种植大麦、小麦、棉花、瓜和椰枣。他们还驯养大象和水牛在田里工作。这一地区有许多手艺精湛的制陶人，他们也用陶轮制作陶器，这是产生于两河流域苏美尔人的技术。哈拉帕人使用石器，并用青铜制作刀、武器、碗和雕像。他们建立了发达的废物处理系统，包括有盖板的排水系统和倒垃圾的斜槽。
遗址中有许多天秤和砝码，说明他们有一套度量衡制度好配合其繁荣的商业贸易。而印度河流域文明更证明与两河流域文明，阿富汗，缅甸甚至和古中国都有商业往来。
印度河文明持续了800年，目前尚不得知其结束的原因，但是有几种假说：外族入侵、地震、气候变化导致的干旱或是人为的生态灾难，这些假说都可能解释一部分导致其经济和文明秩序崩溃的原因。

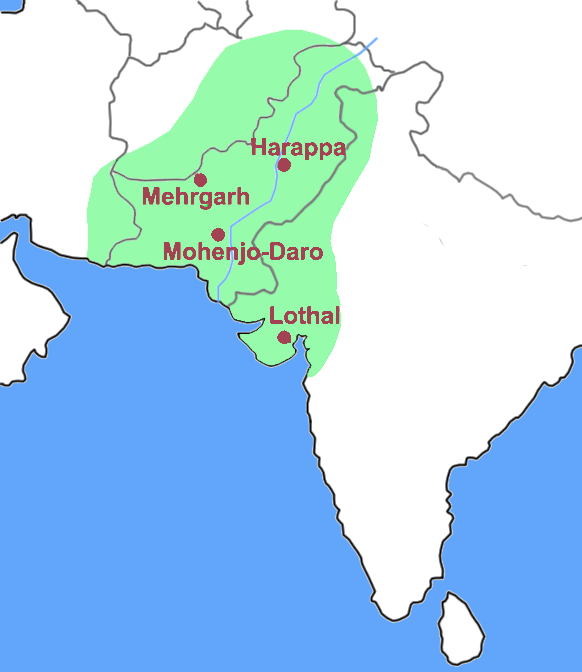
印度河流域文明的范围

## 文化
在两个古代城市遗址出土大量印章，由于其文字在历史上找不到任何与其有关联的文字系统，并与现代印度梵语毫无关联，故章上文字至今无人能够解读，甚至不能确定其究竟是文字还是图象符号。印章为方形，并刻有各种动物图案，图案上方有一种神秘文字。除此外，遗址中的石器，青銅器乃至象牙饰品上皆有其文字出现，并多为简短的字句。

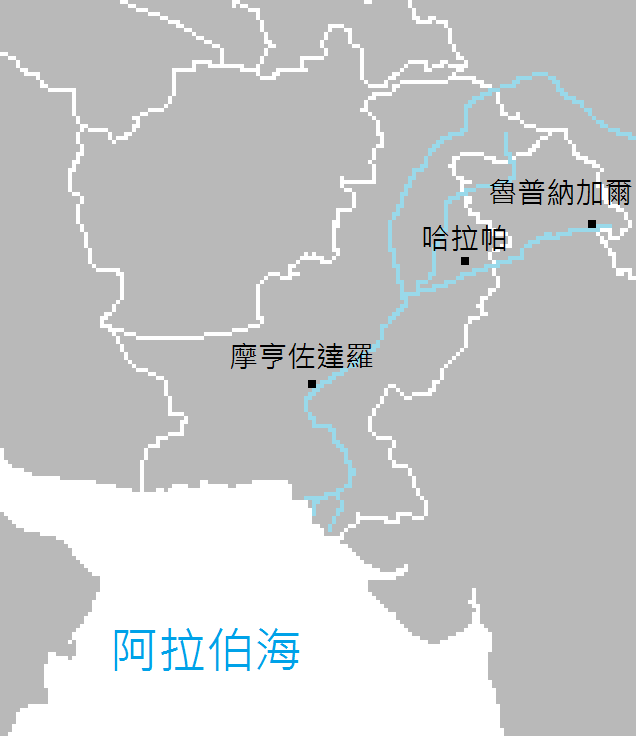
印度河流域文明分布

## 族群
西方学者认为留下印度河流域文明的居民主要是当地的达萨人，他们是达罗毗荼人。现在这一地区还有母语属于达罗毗荼语系的布拉灰人。此古文明的居民与苏美尔城市的居民做生意，也和印度和中亚部落的人做生意，这一地区与苏美尔的文明有明显相似之处。

### 注脚
1. 1 2 3  Wright 2009，第1頁.
2. 1 2  Wright 2009.
3. ↑  Giosan et al. 2012.
4. ↑  Wright 2009，第115–125頁.
5. 1 2  Dyson 2018，第29頁.
6. 1 2  McIntosh 2008，第187頁.
7. ↑  Ponton, Camilo; Giosan, Liviu; Eglinton, Tim I.; Fuller, Dorian Q.; Johnson, Joel E.; Kumar, Pushpendra; Collett, Tim S. . Geophysical Research Letters. 2012, 39 (3): n/a. Bibcode:2012GeoRL..39.3704P. ISSN 0094-8276. doi:10.1029/2011GL050722. hdl:1912/5100.
8. ↑  Malik, Nishant. . Chaos: An Interdisciplinary Journal of Nonlinear Science. Nishant Malik, Chaos (2020). 2020, 30 (8): 083108  [2020-12-24]. PMID 32872795. doi:10.1063/5.0012059. （原始内容存档于2021-02-10）.
9. ↑  Brooke, John L., , Cambridge University Press: 296, 2014  [2020-12-24], ISBN 978-0-521-87164-8, （原始内容存档于2021-02-10） Quote: "印度Harappa的故事有所不同（见图111.3）。青铜时代印度河谷的村庄和城市社会可称为一个异常的例子，因为考古学家很少发现当地防御和区域性战争的遗迹。全新世早期到中期的充足季风降雨似乎为所有人提供了充足的条件，竞争的动力被注入了商业而不是冲突活动。学者们长期以来一直认为，这些降雨影响了Harappa起源于新石器时代公元前2600年左右，由村庄过渡到的城市社会的进程。现在看来，就在哈拉潘城市开始发展的时候，这种降雨在第三个千年开始逐渐减弱。因此，南亚的这种“首次城市化”是印度河谷文明对全新世晚期干旱化的最初反应。这些城市被维持了约300至400年，然后逐渐被废弃，因为东部散居的聚落中的Harappa人重新定居进入了旁遮普邦和恒河谷..." 17 (footnote) a)Liviu Giosan et al., "Fluvial Landscapes of the Harappan Civilization," （页面存档备份，存于） PNAS, 102 (2012), E1688—E1694; (b) Camilo Ponton, "Holocene Aridification of India," （页面存档备份，存于） GRL 39 (2012), L03704;  (c) Harunur Rashid et al., "Late Glacial to Holocene Indian Summer Monsoon Variability Based upon Sediment Records Taken from the Bay of Bengal," （页面存档备份，存于） Terrestrial, Atmospheric, and Oceanic Sciences 22 (2011), 215-28; (d) Marco Madella and Dorian Q. Fuller, "Paleoecology and the Harappan Civilization of South Asia: A Reconsideration," Quaternary Science Reviews 25 (2006), 1283-301. Compare with the very different interpretations in Gregory L. PossehlPossehl, Gregory L., , Rowman Altamira: 237–245, 2002  [2020-12-24], ISBN 978-0-7591-0172-2, （原始内容存档于2021-02-10）,  and Michael Staubwasser et al., "Climate Change at the 4.2 ka BP Termination of the Indus Valley Civilization and Holocene South Asian Monsoon Variability," GRL 30 (2003), 1425. Bar-Matthews and Avner Ayalon, "Mid-Holocene Climate Variations."